# Карлсборг (Вашингтон)
Карлсборг (англ. Carlsborg) — переписна місцевість (CDP) в США, в окрузі Клеллам штату Вашингтон. Населення — 1100 осіб (2020).

## Географія
Карлсборг розташований за координатами 48°5′3″ пн. ш. 123°10′11″ зх. д. / 48.08417° пн. ш. 123.16972° зх. д. (48.084162, -123.169667).  За даними Бюро перепису населення США в 2010 році переписна місцевість мала площу 2,74 км², уся площа — суходіл.

### Клімат
Громада знаходиться у зоні, котра характеризується середземноморським кліматом. Найтепліший місяць — серпень із середньою температурою 16.1 °C (61 °F). Найхолодніший місяць — січень, із середньою температурою 3.3 °С (38 °F).
| Клімат Карлсборга       | Клімат Карлсборга | Клімат Карлсборга | Клімат Карлсборга | Клімат Карлсборга | Клімат Карлсборга | Клімат Карлсборга | Клімат Карлсборга | Клімат Карлсборга | Клімат Карлсборга | Клімат Карлсборга | Клімат Карлсборга | Клімат Карлсборга | Клімат Карлсборга |
| Показник                | Січ.              | Лют.              | Бер.              | Квіт.             | Трав.             | Черв.             | Лип.              | Серп.             | Вер.              | Жовт.             | Лист.             | Груд.             | Рік               |
| Абсолютний максимум, °C | 11,2              | 12,9              | 15,2              | 17                | 21                | 23,8              | 27,6              | 26,2              | 24,5              | 19,1              | 12,9              | 10                | 27,6              |
| Середній максимум, °C   | 7                 | 9                 | 10                | 13                | 17                | 19                | 22                | 22                | 19                | 15                | 10                | 8                 | 14                |
| Середня температура, °C | 3                 | 5                 | 6                 | 8                 | 11                | 13                | 15                | 16                | 13                | 10                | 6                 | 4                 | 9                 |
| Середній мінімум, °C    | 0                 | 0                 | 1                 | 3                 | 6                 | 8                 | 10                | 10                | 8                 | 5                 | 2                 | 0                 | 4                 |
| Абсолютний мінімум, °C  | −4,4              | −3,4              | 0,5               | 1,8               | 4,2               | 7,4               | 8,8               | 8,7               | 6,6               | 2,4               | −3,7              | −2,8              | −4,4              |
| Норма опадів, мм        | 50                | 30                | 30                | 20                | 20                | 20                | 10                | 10                | 20                | 30                | 60                | 60                | 420               |
| Днів з опадами          | 15                | 11                | 11                | 9                 | 8                 | 7                 | 4                 | 5                 | 7                 | 10                | 14                | 16                | 117               |
| ----------------------- | ----------------- | ----------------- | ----------------- | ----------------- | ----------------- | ----------------- | ----------------- | ----------------- | ----------------- | ----------------- | ----------------- | ----------------- | ----------------- |
| Джерело: Weatherbase    |                   |                   |                   |                   |                   |                   |                   |                   |                   |                   |                   |                   |                   |

## Демографія
Згідно з переписом 2010 року, у переписній місцевості мешкало 995 осіб у 511 домогосподарстві у складі 285 родин. Густота населення становила 363 особи/км².  Було 547 помешкань (199/км²).
Расовий склад населення:
| - 92,7 % — білих - 2,2 % — азіатів - 0,8 % — корінних американців - 0,3 % — чорних або афроамериканців - 0,1 % — вихідців з тихоокеанських островів |

До двох чи більше рас належало 3,3 %. Частка іспаномовних становила 3,4 % від усіх жителів.
За віковим діапазоном населення розподілялося таким чином: 13,3 % — особи молодші 18 років, 46,7 % — особи у віці 18—64 років, 40,0 % — особи у віці 65 років та старші. Медіана віку мешканця становила 60,3 року. На 100 осіб жіночої статі у переписній місцевості припадало 90,2 чоловіків;  на 100 жінок у віці від 18 років та старших — 87,6 чоловіків також старших 18 років.
Середній дохід на одне домашнє господарство  становив 33 341 долар США (медіана — 29 375), а середній дохід на одну сім'ю — 62 581 долар (медіана — 68 750). 
Цивільне працевлаштоване населення становило 80 осіб. Основні галузі зайнятості: роздрібна торгівля — 51,3 %, транспорт — 18,8 %, освіта, охорона здоров'я та соціальна допомога — 16,3 %.